# Guzel Samilevna Jahina
Guzel Samilevna Jahina (Гузель Шамилевна Яхина) (Kazany, Tatárföld, 1977. június 1. –) tatár származású orosz írónő.

## Pályafutása
Édesanyja orvos, apja mérnök. A családban tatár nyelven beszéltek, az orosz nyelvvel csak az óvodában kezdett ismerkedni. Germanisztikát és anglisztikát tanult a kazanyi pedagógiai főiskolán. 2015-ben diplomázott forgatókönyvíró szakon a Moszkvai Állami Filmművészeti Főiskolán, a Geraszimov Filmművészeti Intézetben. 
Kezdetben a reklámszakmában dolgozott, és cikkeket publikált különböző folyóiratokban. A Zulejka kinyitja a szemét című első regénye a tatár nagymamájától hallott történetet dolgoz fel, a kulákok Angarába történt kitelepítését. A regényt 31 nyelvre fordították le.

## Díjai
- Az Év könyve díj (2015)
- Jasznaja Poljana-díj (2015)
- Nagy Könyv díj (2015)
- Transfuge francia kulturális, irodalmi magazin díja (2017)

## Magyarul
- Zulejka kinyitja a szemét; ford. Iván Ildikó; Európa, Budapest, 2017 ISBN 978-963-405-691-1
- A Volga gyermekei; ford. Soproni András; Helikon, Budapest, 2020 ISBN 978-963-479-304-5
- Szerelvény Szamarkand felé; ford. Soproni András; Helikon, Budapest, 2022

## Fordítás
- Ez a szócikk részben vagy egészben a  Gusel Jachina című német Wikipédia-szócikk ezen változatának fordításán alapul.  Az eredeti cikk szerkesztőit annak laptörténete sorolja fel. Ez a jelzés csupán a megfogalmazás eredetét és a szerzői jogokat jelzi, nem szolgál a cikkben szereplő információk forrásmegjelöléseként.